# Municipalidade Regional de Halton
A Municipalidade Regional de Halton é uma região administrativa da província canadense de Ontário, e faz parte da região metropolitana de Toronto. Halton é formada pelas cidades de Burlington, Milton, Oakville e Halton Hills. A capital da municipalidade regional é Milton. A Municipalidade Regional de Halton possui uma área de 939 km² e uma população de 375 229 habitantes.